# Polyoxymethylendimethylether
Polyoxymethylendimethylether (OME) sind sauerstoffhaltige Oligomere. Die an den Kettenenden als Methylether geschützten Oligomere besitzen die chemische Struktur H3C-O-(CH2O)n-CH3 mit n ≥ 2. Der Name der analogen chemischen Verbindung mit der Kettenlänge n = 1 ist Methylal. OME sind farblose, brennbare Flüssigkeiten, deren physikalische Eigenschaften von der Kettenlänge n abhängen. Eine langkettige Variante dieser Oligomere ist der Kunststoff Polyoxymethylen.

## Verwendung
OME (mit n zwischen 3 und 5) können als Dieselkraftstoffkomponenten oder vollständige Alternative zum Dieselkraftstoff verwendet werden. Sie bewirken dabei eine Minderung der Rußemissionen während des Verbrennungsprozesses. OME können außerdem als physikalische Lösungsmittel für die CO2-Absorption aus Erdgasen verwendet werden. Die Produktionskosten für die Herstellung von OME sind vergleichbar mit der von Dieselkraftstoff.

## Syntheserouten
OME können ausgehend von Synthesegas auf verschiedenen Syntheserouten hergestellt werden. In einem ersten Prozessschritt muss Synthesegas zu Methanol umgewandelt werden. Hierbei entsteht üblicherweise auch Dimethylether als Nebenprodukt. In einem zweiten Schritt wird Methanol zu Formaldehyd oxidiert.
Der Stand der Technik ist die OME-Synthese aus den wasserfreien Zwischenprodukten Methylal und Trioxan. Methylal wird aus Methanol und Formaldehyd synthetisiert. Trioxan wird aus Formaldehyd in wässriger Lösung synthetisiert und anschließend zu einem wasserfreien Produkt aufgereinigt. Es ist auch möglich statt Methylal Dimethylether als Ausgangsstoff zu verwenden. Die Aufarbeitung des Reaktionsgemisches erfolgt destillativ.
OME können auch ohne Zwischenschritte direkt aus Formaldehyd und Methanol in wässriger Lösung synthetisiert werden. Das Verfahren ist komplex, da die Anwesenheit von Wasser zu zahlreichen Azeotropen führt.
OME können auch aus nachwachsenden Rohstoffen hergestellt werden.